# عصوية تورنجية
العصوية التورنجية أو باسلس ثيرنجينسيس (الاسم العلمي: Bacillus thuringiensis) أو (بالإنجليزية اختصارًا: Bt) هي بكتريا موجبة الغرام، ساكنة للتربة يشيع استخدامها مبيدًا حيويًا للآفات. توجد العصوية التورنجية عادة في أمعاء يرقات العديد من أنواع العث والفراشات، بالإضافة إلى سطوح أوراق الأشجار والبيئات المائية وفضلات الحشرات البيئات الغنية بالحشرات والمطاحن ومخازن الحبوب. وُجدَت أيضًا متطفلة على فراشة الفواكه المجففة (الاسم العلمي: Cadra calidella) في التجارب المخبرية عليها، فكانت العديد من الفراشات مريضة بهذا المتطفل.
تُنتِج العديد من سلالات العصوية التورنجية أثناء التبوغ بروتينات بلورية (مشتملات بروتينية) تدعى سموم دلتا الداخلية (بالإنجليزية: δ-endotoxins) التي تمتلك فعلًا مبيدًا للحشرات. أدى ذلك إلى استخدامها كمبيدات حشرية، واستخدامها في الآونة الأخيرة في تعديل المحاصيل وراثيًا باستخدام جينات B. thuringiensis، مثل الذرة المعدلة وراثيًا المقاومة للحشرات (بالإنجليزية: Bt corn). على الرغم من ذلك فإن العديد من سلالات العصوية التورنجية المنتجة للبلورات لا تمتلك خصائص مبيدة للحشرات. يشيع استخدام تحت النوع B. thuringiensis israelensis في مكافحة البعوض وذباب الفطر.

## التصنيف والاكتشاف
اكتُشفت العصوية التورنجية لأول مرة في عام 1901 في دودة القز على يد مهندس تربية دودة القز الياباني إيشواتاري شيجيتان. أطلق على البكتريا تسمية B. sotto، باستخدام الكلمة اليابانية «سوتو» والتي تعني الانهيار، مشيرة بذلك إلى الشلل العصوي. أُعيدَ اكتشاف البكتريا في عام 1911 على يد عالم الأحياء الدقيقة الألماني إيرنست بيرلينر عندما عزلها كمسبب لمرض يدعى الليونة عند يرقات فراشة الطحين في ولاية تورينجيا (ومن هنا جاءت تسمية النوع «thuringiensis»، أي التورنجية). أُعيد تعيين الاسم العملي B. sotto لاحقًا ليصبح B. thuringiensis var. sotto.
في عام 1976، أعلن روبرت إيه. زخاريان وجود بلازميد في أحد سلالات العصوية التورنجية واقترح دور البلازميد في تشكل الأبواغ الداخلية والبلورات. من الأنواع البكتيرية القريبة من العصوية التورنجية: العصوية الشمعية B. cereus، وهي بكتيريا ساكنة للتربة، والعصوية الجمرية B. anthracis، المسببة للجمرة الخبيثة، وتختلف الأنواع الثلاثة عن بعضها بشكل رئيسي في البلازميد الخاص بكل منها. مثل الأنواع الأخرى ضمن الجنس، جميع الأنواع الثلاثة هوائية قادرة على إنتاج الأبواغ الداخلية.
اعتُقِدَ طويلًا أن بروتين التيوبولين خاص فقط بحقيقيات النوى. ولكن ثبت في الآونة الأخيرة وجود بروتينات لبدائيات النوى ذات صلة بالتيوبولين.

### الأنواع الفرعية
توجد عشرات الأنواع الفرعية المعروفة للعصوية التورنجية. من الأنواع التي يشيع استخدامها مبيدات حشرية: B. thuringiensis kurstaki (بالإنجليزية اختصارًا: Btk)، وتحت النوع B. thuringiensis israelensis (بالإنجليزية اختصارًا: Bti) وتحت النوع B. thuringiensis aizawa.

## آلية عمل الفعل المبيد للحشرات
تُنتج العصوية التورنجية عند التبوغ بلورات من سموم دلتا الداخلية البروتينية المبيدة للحشرات (التي تدعى البروتينات البلورية أو (بالإنجليزية: Cry proteins))، والتي تشفرها جينات (cry). تقع جينات (cry) في معظم سلالات العصوية التورنجية في البلازميد (cry ليست جينًا صبغيًا في معظم السلالات).
تمتلك السموم البلورية (بالإنجليزية: Cry toxins)‏ فعلًا انتقائيًا ضد أنواع الحشرات ضمن رتب حرشفية الأجنحة (الفراشات والعث) وثنائية الأجنحة (الذباب والبعوض) وغمدية الأجنحة (الخنافس) وغشائية الأجنحة (الدبابير والنحل والنمل والدبابير المنشارية)، بالإضافة إلى فعل مضاد للديدان الثعبانية (النيماتودا). وهكذا تكون بكتريا العصويات التورنجية بمثابة خزان مهم للسموم البلورية لإنتاج المبيدات الحشرية الحيوية والمحاصيل المعدلة وراثيًا المقاومة للحشرات. عندما تتناول الحشرات بلورات السموم، تغير قلوية القناة الهضمية لديها من خواص البلورات غير المنحلة في الماء جاعلة إياها منحلة في الماء، وبذلك قابلة للقطع بواسطة أنزيمات البروتياز الموجودة في أمعاء الحشرة، والتي تحرر السم من البلورات. بعد ذلك يدخل السم البلوري ضمن جدار الأمعاء الخلوي ما يؤدي إلى شلل القناة الهضمية وتشكيل مسام في الجدار الخلوي. تتوقف الحشرة عن تناول الطعام وتجوع حتى الموت. يمكن أن تشكل بكتريا العصوية التورنجية الحية مستعمرة داخل الحشرة، ويمكن أن يساهم ذلك في موت الحشرة. قد يتطلب فعل العصوية التورنجية المبيد للحشرات وجود بكتريا الأمعاء الوسطى الخاصة باليرقات القابلة للإصابة.
وُجد أن جزيء رنا RNA صغير يدعى (BtsR1) يمكن أن يسكت الجين المصنع للسم البلوري عندما يكون خارج العائل عن طريق الارتباط بموقع الارتباط الريبوزومي على الرنا الرسول الخاص بمورثة السم (Cry5Ba) وتثبيط تعبيرها. ينتج عن الإسكات زيادة تناول الطعام عند نيماتودا الربداء الرشيقة (الاسم العلمي: Caenorhabditis elegans) وعند دخول البكتريا إلى العائل يزول تأثير جزيء الرنا الصغير، ما يؤدي إلى موت العائل.
في عام 1996، اكتُشفت مجموعة أخرى من البروتينات المبيدة للحشرات في العصوية التورنجية وهي البروتينات الخضرية المبيدة للحشرات (بالإنجليزية: Vegetative insecticidal proteins. لا تمتلك البروتينات الخضرية المبيدة للحشرات بنية مشابهة للبروتينات البلورية، وبشكل عام لا تتنافس على المستقبل ذاته، ويقتل بعضها أنواع حشرات مختلفة عن التي تقتلها البروتينات البلورية.
في عام 2000، اكتُشفت مجموعة فرعية جديدة تعرف بالباراسبورينات (بالإنجليزية: Parasporins) في عزلات للعصوية التورنجية غير مبيدة للحشرات. تُعرَّف بروتينات مجموعة الباراسبورين بأنها بروتينات تنجها العصوية التورنجية والبروتينات البكتيرية المشابهة التي لا تمتلك خواصًا حالة لكريات الدم الحمراء ولكنها قادرة على القتل الانتقائي للخلايا السرطانية. حتى يناير 2013، قُسمت الباراسبورينات إلى ستة تحت فصائل: من PS1 إلى PS6.

## استخدام الأبواغ والبروتينات في مكافحة الآفات
تستخدم الأبواغ والبروتينات البلورية المبيدة للحشرات التي تنتجها العصوية التورنجية لمكافحة الآفات الحشرية منذ عشرينيات القرن الماضي، وتطبق عادة على شكل سوائل رش. تستخدم الآن مبيدات حشرية تخصصية من العصوية التورنجية تحت أسماء تجارية مثل دايبيل (بالإنجليزية: DiPel) وتوريسايد (بالإنجليزية: Thuricide). يُنظر إلى هذه المبيدات على أنها صديقة للبيئة نظرًا لانتقائيتها، وامتلاكها تأثيرًا ضئيلًا أو معدومًا على الإنسان والحياة البرية والحيوانات المؤبرة ومعظم الحشرات المفيدة الأخرى، وتُستخدَم في الزراعة العضوية؛ مع ذلك، فإن الكتيبات الإرشادية الخاصة بتلك المنتجات لا تتضمن الكثير من التحذيرات البيئية والصحية البشرية. وُجد في مراجعة أقران تنظيمية أوروبية أجريَت في عام 2012 لخمس سلالات مُصدَق عليها أن المعلومات غير كافية لتأكيد بعض الادعاءات التي تقول بانخفاض سمية تلك المواد على البيئة والإنسان.
تُطور وتُدخَل سلالات جديدة من العصوية التورنجية مع مرور الوقت نتيجة تطوير الحشرات لخصائص مقاومة للعصوية التورنجية، أو نتيجة للرغبة في إحداث الطفرات لتعديل خصائص الكائن الحي أو لاستخدام طرق التأشيب المتماثل في الهندسة الوراثية لزيادة حجم البلورات وفعاليتها المبيدة للحشرات أو لتوسيع المدى العوائلي للعصوية التورنجية وللحصول على صيغ أكثر فعالية. تُعطى كل سلالة جديدة رقمًا مميزًا وتُسجل في وكالة حماية البيئة الأمريكية (EPA) وقد يُسمح بإجراء التعديل الوراثي عليها بحسب «سلالاتها الأبوية، ونمط استخدام المبيد المفترض، وطريقة ومدى التعديل الوراثي الذي سيُجرى على الكائن». صيغ العصوية التورنجية التي سُمح باستخدامها في الزراعات العضوية في الولايات المتحدة مُجدولة على موقع الويب الخاص بمعهد مراجعة المواد العضوية (OMRI) والعديد من مواقع الويب الإرشادية الخاصة بالجامعات التي تقدم النصائح حول كيفية استخدام أبواغ العصوية التورنجية أو تحضير البروتينات في الزراعات العضوية.